# Melinnacheres steenstrupi
Melinnacheres steenstrupi är en kräftdjursart som först beskrevs av Bresciani och Lützen 1961.  Melinnacheres steenstrupi ingår i släktet Melinnacheres och familjen Melinnacheridae. Arten är reproducerande i Sverige. Inga underarter finns listade i Catalogue of Life.